# František Vahala
František Vahala (3. července 1881, Hustopeče nad Bečvou – 24. března 1942, Praha) byl československý architekt a výtvarník, žák Jana Kotěry a Stanislava Suchardy a člen Spolku výtvarných umělců Mánes.
Jeho návrhy a projekty vycházely v časopisech "Das Interieur", "Moderne Kleinbauten", "Styl", "Stavitel" a "Volné směry".

## Život a dílo
František Vahala se narodil v Hustopečích nad Bečvou jako nejmladší ze šesti dětí. Učil se zedníkem, navštěvoval odbornou školu pro zpracování dřeva a na Umprum studoval nejdříve malbu a později Speciální školu pro dekorativní architekturu Jana Kotěry. Po ukončení studií pracoval v architektonické kanceláři u Otakara Novotného a poté u Antonína Balšánka v kanceláři pro stavbu Obecního domu v Praze.
Samostatnou činnost zahájil František Vahala v roce 1911. Navrhoval interiéry bytů, nábytek, rodinné a činžovní domy a zúčastňoval se architektonických soutěží. Jako jeden z prvních žáků Jana Kotěry byl od počátku přesvědčeným moderním architektem. Dával své práci solidní praktický a technický základ; tím umožňoval její realizaci i v dobách nepřízně k novému směru. Jeho dovednost v různých výtvarných oborech i v uměleckém průmyslu se projevovala v dokonalém vyřešení detailu i po výtvarné stránce; dovolovala mu ovládnutí celku k jednotnému výrazu. Charakter jeho práce byl dán původním zaměřením Kotěrovy školy; nebylo v něm úchylek, ale nenáhlý vývoj od stránky ryze výtvarné v novém duchu nazírání funkcionalismu, ovšem se stálým hlavním zřetelem výtvarným. Jeho stavby jsou prosté, věcné, harmonické, ve stále stejném, jen zdokonalujícím se duchu; neprodělaly různé výboje, kterými kdysi byla naplněna naše architektonická veřejnost; zůstávají jaksi stranou příboje, ale tím dostávají osobitý výraz. Zvláštní pozornost si zaslouží rodinný domek a interiér, ač v nich nebyla převaha jeho práce. Například skupina rodinných domků na Ořechovce (1919), kolonie v Cítolibech (1920) a zvláště kolonie rodinných domů v Bechyni (1922).
Zvláště v pozdější době se věnoval hlavně veřejným stavbám. Podle jeho návrhu bylo provedeno mnoho obecných, hlavních a středních škol – například obecné a hlavní školy v Novém Jičíně (1924), v Jistebníku (1928), v Turnově (1931), v Mohelnici (1936), v Hustopečích nad Bečvou (1939); reálné gymnázium ve Zlatých Moravcích na Slovensku (1920), v Novém Jičíně (1925), v Turnově (1927), ve Vsetíně (1930), Ústřední škola bytového průmyslu v Praze na Žižkově (1921) (dnešní Střední uměleckoprůmyslová škola SUPŠ).
Z celé řady různých úředních budov si zasluhují zmínky krajský soud v Moravské Ostravě (1924), rozsáhlá budova státních úřadů s byty v Liberci (1926), krajský soud v Ostravě, budova okresního soudu v Milevsku (1930). Nejvyspělejší jeho stavbou je Lékařský dům v Praze na Vinohradech (1928). 
Hodnotné jsou i jeho urbanistické práce, zejména soutěžní návrh na pražský severozápadní sektor Letná (s Vratislavem Lhotou 1920), regulace severní části Bechyně (1931) a úprava několika hřbitovů (Chotěboř). Velmi zdařilé jsou i architektonické úpravy vodních staveb, okolí jezu v Praze-Tróji, rozšíření elektrárny v Praze na Štvanici, ale zejména Masarykova zdymadla v Ústí nad Labem pod Střekovem. František Vahala realizoval značný počet svých návrhů; patřil tedy mezi úspěšné architekty; jeho práce měla vždy úroveň, byla solidní a vážná.

## Realizace
- Domy na Ořechovce v Praze; 1919
- Rodinné domky v Cítolibech; 1920
- Transformační stanice v Praze; 1921 – 1922
- Škola, Vysočanské nám. 32; 1921 – 1922[3]
- Rodinné domky v Bechyni; 1922
- Justiční palác v Moravské Ostravě, Havlíčkovo nábř. 9; 1924-29
- Reálné gymnázium a české státní školy v Novém Jičíně; 1924-35
- Měšťanská škola v Jistebníku; 1925
- Administrativní budova v Liberci; 1926
- Ústřední škola bytového průmyslu v Praze; 1927
- Lékařský dům v Praze; 1928
- Masarykovo Čsl. státní reálné gymnázium ve Vsetíně, Tyršova ul.; 1930-32
- Masarykovo zdymadlo v Ústí nad Labem – Střekově; 1923-35 [4][5]

## Galerie

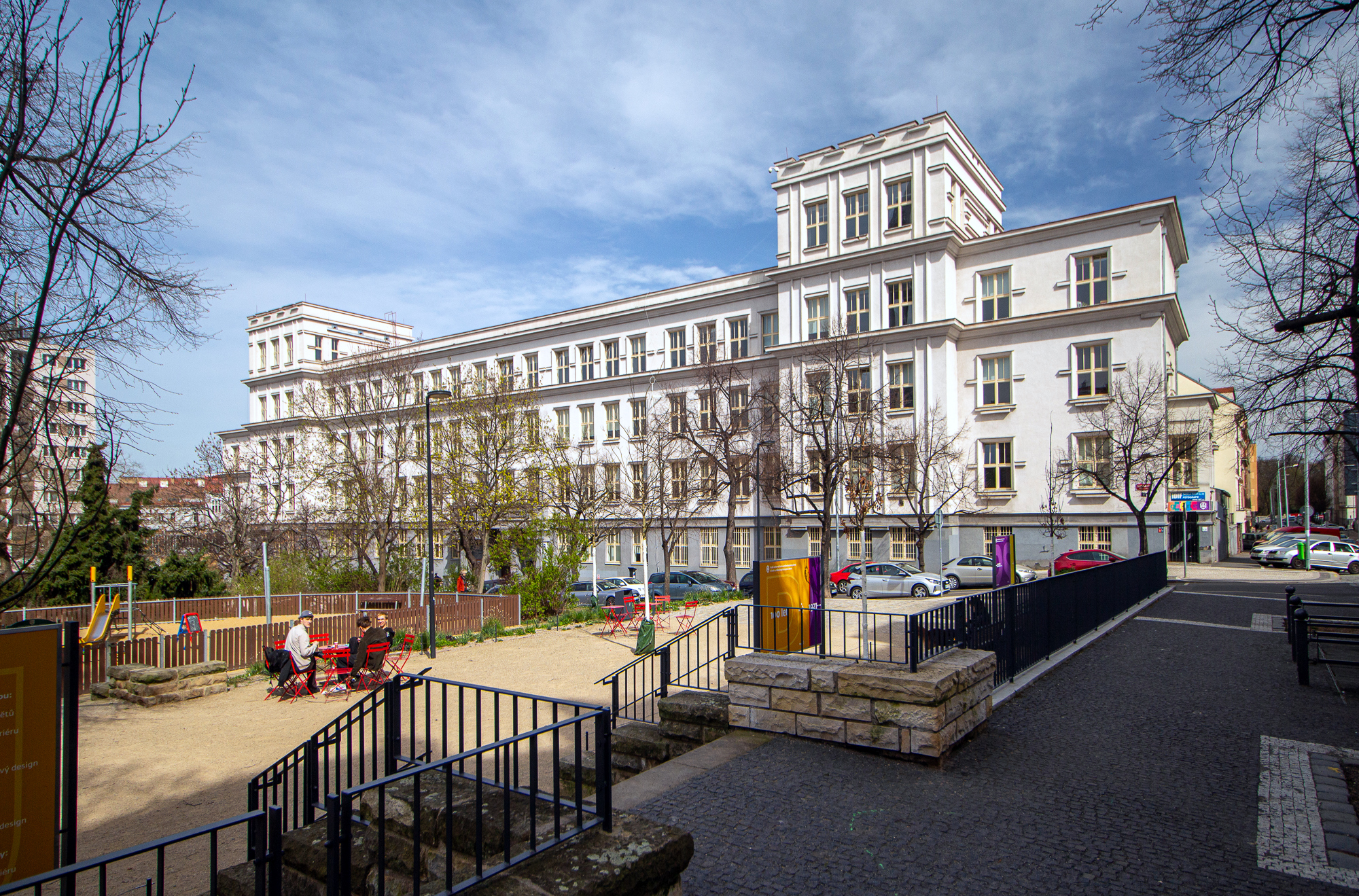
Střední umělecká škola uměleckého průmyslu, Praha-Vinohrady (1927)
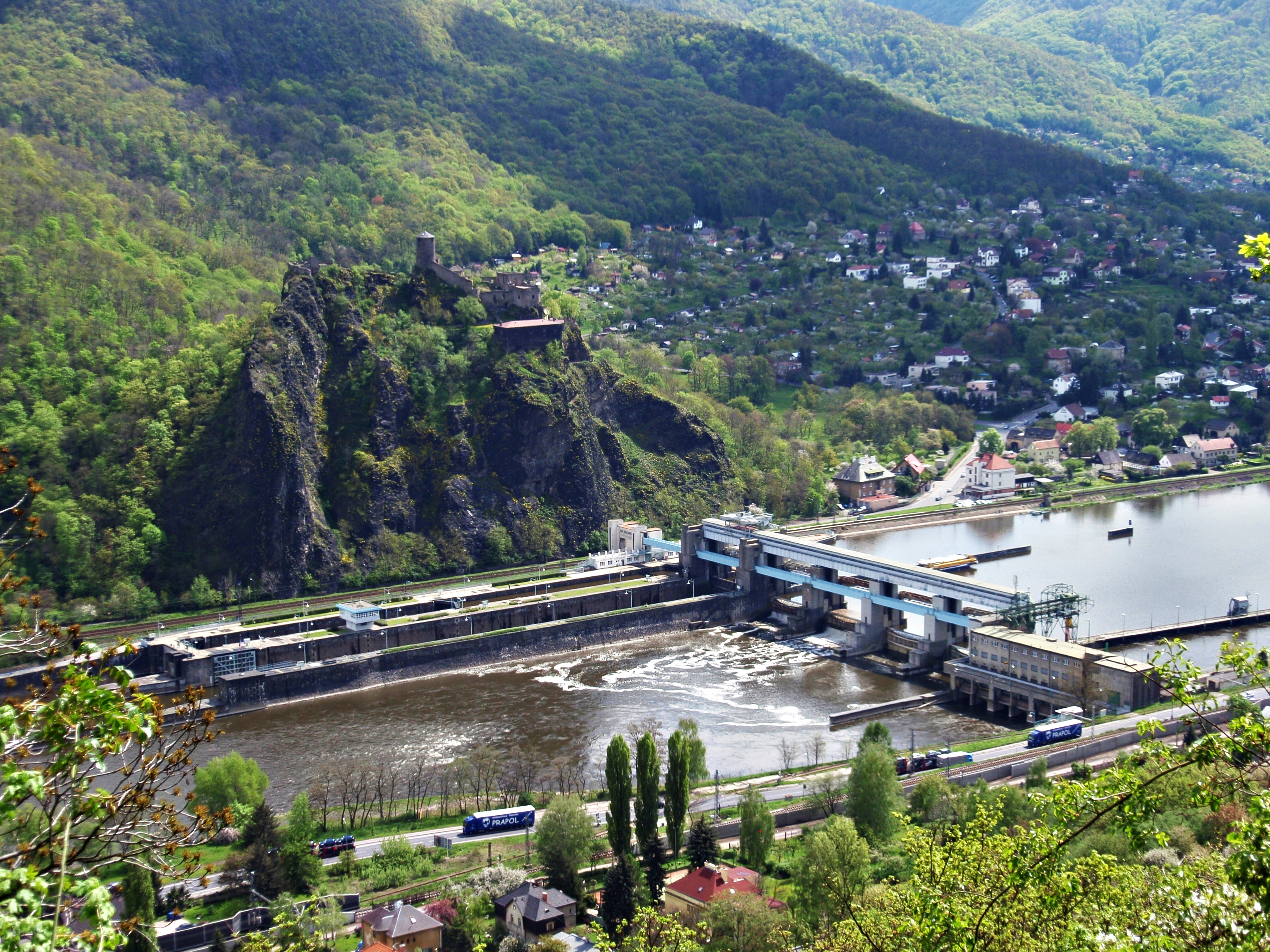
Zdymadlo Ústí nad Labem – Střekov (1923-1935)
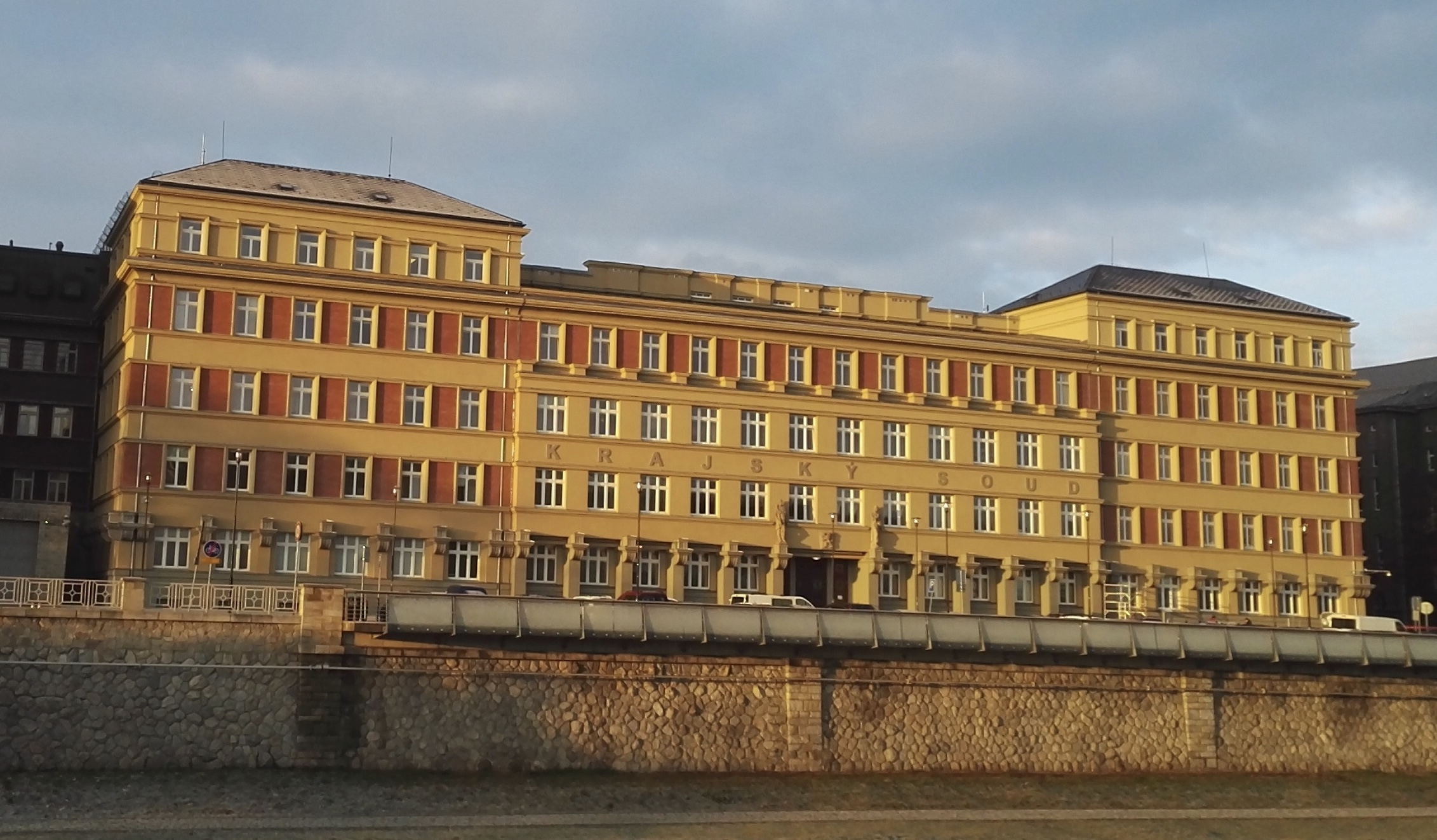
Historická budova Krajského soudu v Ostravě (1926-1929)
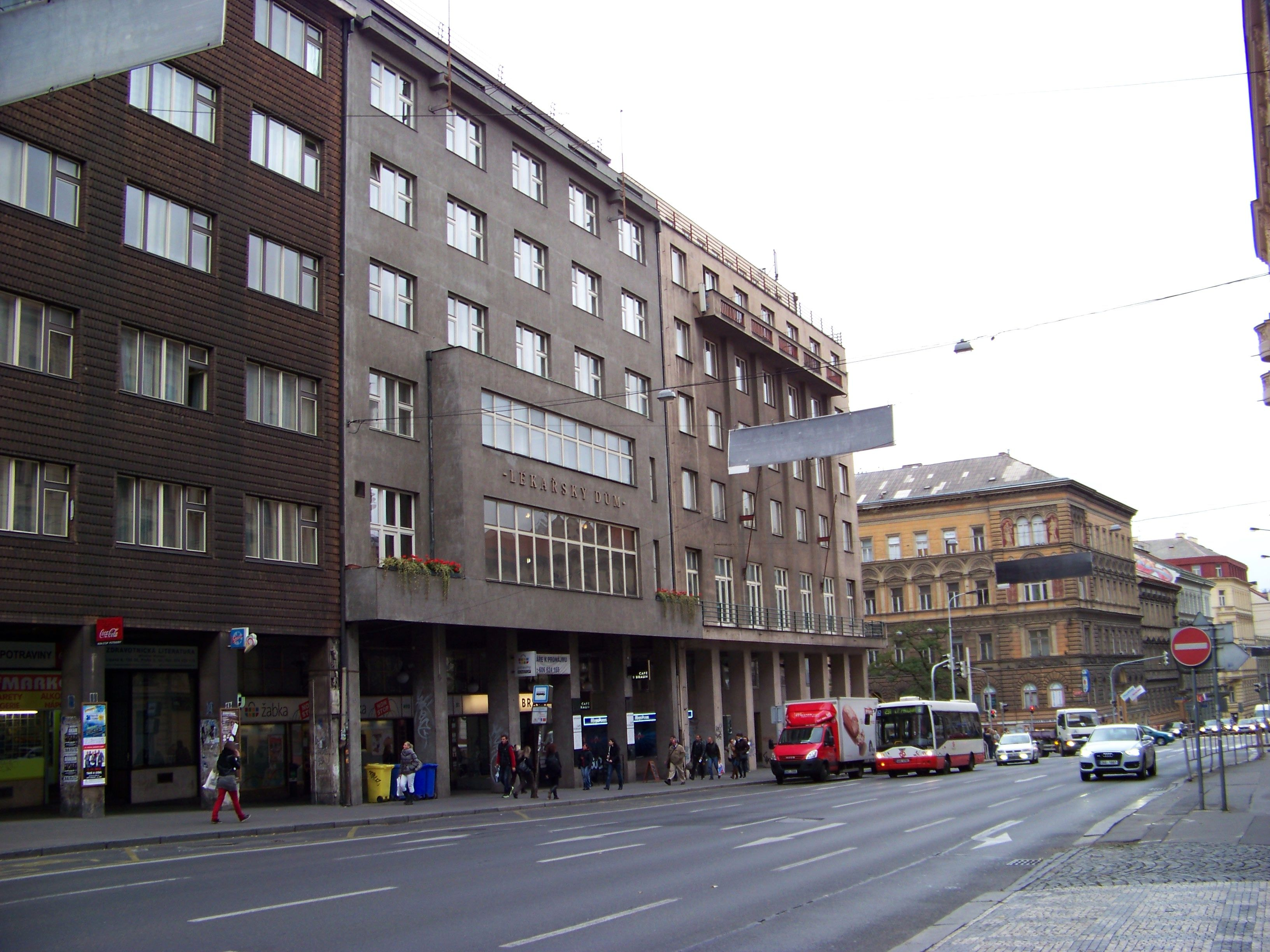
Lékařský dům v Praze na Sokolské ulici (1929-1931)